# كرانة
كرانة باللغة الأنجليزية "Karranah" و هي إحدى قرى المحافظة الشمالية بمملكة البحرين، تسمى القرية الخضراء نظراً لامتيازها بوجود حزام أخضر من النخيل والمزارع الجميلة حولها.

## السكان
يسكن قرية كرانة أكثر من 12 ألف نسمة، وتتألف قرية كرانة تاريخياً من مجموعة من القرى منها: المقيسم، روزكان، الهربدية، المجرفت، وغيرها. أما الآن فهي تعتبر قرية واحدة، وتم إطلاق تسمية على مناطقها كالمحموديات، العسوّج ،فريق المناعي، فريق اللوزة.

## معلومات عامة
تقع قرية كرانة في منتصف الجزء الشمالي الغربي لجزيرة البحرين الأم، وهي تصنف إداريا إلى المحافظة الشمالية، وتضم المجمعات السكنية التالية: 454 - 456 - 458 - 460.
وهي واحدة من القرى العديدة التي تقع على جانبي شارع البديع، ويحدها من الشرق قرية حلة عبد الصالح، ومن الجنوب الشرقي قرية المقشع، وأما من جهة الغرب فيقابل القرية كل من قريتي جد الحاج وجنوسان، وأما من جهة الشمال فهي بساتين النخيل والبحر، ومن جهة الجنوب فيفصل بينها وبين قرية أبوصيبع شارع البديع.
وتوجد في قرية كرانة الأحياء التالية الجنوب، الشمال، اللوزة، العسوج، المناعي، المحموديات، الإسكان.
وكانت قديما قسمة إلى قرى صغيرة متفرقة بين بساتين النخيل وهي الرّقعة، والهربدية، ورُوزكّان، والجبيلات، ونورجرفت، وكرانة، وكحلة العين (حلّة العين).

### سبب التسمية
- الكراني هوالكاتب الذي يذهب مع الغواصين./ - كرانه هي ساحل (شاطئ) / - كرانة وهي تعني القرية التي تقع على ساحل البحر.
- ويتردد عند الكثيرين أن سبب تسمية كرانة بهذا الاسم (كرّ) (آنة) أن أهالي كرانة المزارعين كانويصنعون الكر بمهارة فائقة ولا زالووهوأداة يستخدمها المزارعون لصعود أشجار النخيل، ويبيعونه بأربع بيزات (أي آنة واحدة) وهي عملة البحرين في الماضي خلال الأربعينات وما قبلها، ولذلك سميت بهذا الاسم.

## ماتشتهر به
تشتهر قرية كرانة بالمزارع الخضراء، وتكاد تكون القرية الوحيدة التي لا زالت تحاط من جهاتها الأربع بحزام أخضر من بساتين النخيل والأشجار الخضراء إلى يومنا هذا. ويشبه أبناء هذه القرية بساتين النخيل والمزارع الخضراء بالبحر الذي يحيط بجزيرة البحرين من جهاتها الأربع، فهي (كرانة) محاطة بالبساتين والبحرين محاطة بالبحر.
عيون المياه في كرانة:
اشتهرت كرّانة بعيون وينابيع المياه حيث يوجد بها عدد من عيون كانت طبيعية التدفق تمد القرية ومزارعها بالمياه ويرتادها هواة السباحة.
بعض أنواع الرطب والتمور في كرانة:
يتم إنتاج أنواع عديدة من الرطب والتمور، حيث تعبأ في ظروف خاصة تصنع من خوص النخيل، وأحيانا في أكياس من النايلون، ومنها خلاص وهو أشهرها، رزيز، شبيبي، مرزبان، خنيزي، شهل، الخ.

## نمط الأسرة في القرية
كانت الأسرة تشكل وحدة اقتصادية منتجة للخيرات المادية، بجانب كونها وحدة اجتماعية لأفرادها، فقد كانت الأسرة الممتدة هي سمة المجتمع حيث يعيش في مسكن واجد ثلاثة وأكثر من الأجيال، الجد والأب، والأبناء وقد يشمل الأعمام والأخوال وغيرهم ممن تربطهم علاقات الدم والمصاهرة، وتتميز هذه الأسر الممتدة عادة بتعاون جميع أفرادها في اقتصاد مشترك بينهم.
وقد تطور مجتمع القرية بعد ظهور البترول فبدأت الأسرة النووية تشكل النمط السائد، وهي الأسرة التي تتكون من الزوج والزوجة والأبناء غير المتزوجين حيث يقيمون في مسكن مستقل بهم.

## مستوى التعليم في القرية

### قديماً
بدأ التعليم الأهلي في القرية منذ القديم عن طريق الكتاتيب أومعلموالقرآن الكريم أوعن طريق الملالي، وكان ذلك يتم في المنازل والمساجد، حيث يعلم الأطفال قراءة القرآن الكريم وكتاب وفاة النبي محمد (صلى الله عليه وسلم) وكذلك كتاب المنتخب الطريحي، وكان العديد من الرجال يقومون بالتعليم منهم الحاج أحمد بن حسين بن طالب، الشيخ ميرزا الأسود، وكان من الذين يقرءون ويكتبون الحاج أحمد المعلم والد حجي عبد الله، وحجي كاظم الذي كان يدرس القرآن، وكذلك النساء ومنهن محفوظة بنت باقر الأسود -رحمها الله -، التي كانت تقوم بتعليم القرآن ومن بعدها بناتها، ومنهن أيضا فاطمة أم حسين السعودية، وأم سيد عيسى. وقد كانت هناك في القرية في قديم الزمن مكتبة تعرف بمكتبة الإمام الصادق وكان التدريس يتم فيها، ولكن للأسف الشديد هجرت تلك المكتبة وحولت إلى شقة للسكن، وقد كان من أهم الأعضاء المسؤولين عن إدارتها أحمد علي عباس الأسود والحاج أحمد علي الحمران.

### حديثاً
أما الآن فقد تطور التعليم الأهلي وأحذ طابعه الخاص، خصوصا بالنسبة لتعليم الذكور، حيث تطوع عدد من شباب القرية من المثقفين وحفظة القرآن الكريم لتدريس أبناء القرية من سن السابعة - أي سن الالتحاق بالمدرسة - ولسن غير محددة، ويتم تلقي هذه الدروس في مساجد القرية وبمتابعة من قبل نادي القرية، ومن المواد التي يتم تدريسها القرآن الكريم وفن الخطابة الحسينية في مدح ورثاء آل الرسول (ص)، وتعليم الصلاة، وفن الخط العربي، ومختلف العلوم الدينية. ولا تستغرق مدة التعليم فترة محددة وإنما حسب حافظة المتعلم، فمن المتعلمين من يستغرق سنة واحدة لحفظ القرآن الكريم مثلا ومنهم من قد يستغرق سنتين أوأكثر أوأقل، وليس هناك شهادة تمنح للمتعلم وإنما إجازة من المعلم بإمكانية تلاوة القرآن والحديث وغيره. أما بالنسبة للنساء فإن تعليم القرآن الكريم والقراءة الحسينية لا يزال مستمرا على أيدي بعض نساء القرية مثل: أم عبد الله وأم سيد عيسى وفاطمة السعودية حفظهن الله، وكذلك يتم تعليم الصلاة من قبل عدد من الفتيات في بعض مآتم القرية مثل مأتم أم نزار (مأتم السادة)، وفي بعض الأحيان تكون هناك دروس مكثفة ومركزة في مختلف مآتم النساء في القرية وذلك في أثناء العطل الصيفية حيث تدرس مختلف المواد الدينية كالعقائد والفقه والأخلاق والسيرة، والمواد المدرسية وخصوصا النحوو الرياضيات واللغة الإنجليزية، وكذلك بعض الأشغال اليدوية مثل فن الكروشيه وأعمال الصوف والخياطة.
2 - التعليم الرسمي الحكومي:
بدأ التعليم الحكومي الرسمي بتعليم الذكور وذلك في عام 1954 م تقريبا، وذلك بمدرسة جدحفص التحضيرية ومدرسة أبوصيبع، أما البنات فقد بدأ تعليمهم في القرية في عام 1962 م تقريبا وذلك بمدارس خارج القرية مثل مدرسة باربار ومدرسة سارة ومدرسة هاجر، إلى أن تم تأسيس مدرسة كرانة الابتدائية للبنات في عام 1989 م، وقد تخرج الكثير من أبناء القرية الآن في مختلف التخصصات مثل: اللغة العربية، العلوم، برمجة الكمبيوتر، نظام الفصل، الهندسة بأنواعها.
عدد المدارس وأنواعها:
مدرسة كرانة الابتدائية للبنات
لا يوجد بالقرية سوى مدرسة واحدة وهي مدرسة كرانة الابتدائية للبنات التي تأسست عام 1989 م.

## مآتم الموجود في قرية كرانة للرجال
```
: مأتم كرانة الجنوبي
```

```
: مأتم كرانة الوسطي
```

```
: مأتم كرانة الشمالي
```

```
: مأتم المحموديات
```

```
: مأتم كرانة الكندي
```

```
: مأتم أبناء سلمان
```

## وصلات خارجية
- موقع قرية كرانة
- الصفحة التراثية لقرية كرانة
- https://www.karranah.net/

‌